# Igor' Savočkin
Igor' Jur'evič Savočkin (in russo Игорь Юрьевич Савочкин?; Berezovka, 14 maggio 1963 – Mosca, 17 novembre 2021) è stato un attore russo.

## Filmografia parziale

### Cinema
- I guardiani della notte (Nočnoj dozor), regia di Timur Bekmambetov (2004)
- I guardiani del giorno (Dnevnoj dozor), regia di Timur Bekmambetov (2006)
- Rusalka, regia di Anna Melikjan (2007)
- Ironija sud'by. Prodolženie, regia di Timur Bekmambetov (2007)
- Admiral", regia di Andrej Kravčuk (2008)
- Black Lightning - Il padrone del cielo (Čërnaja Molnija), regia di Aleksandr Vojtinskij e Dmitrij Kiselëv (2009)
- Tichaja zastava, regia di Sergej Machovikov (2011)
- Pjat' nevest, regia di Karen Oganesjan (2011)
- Dom, regia di Oleg Pogodin (2011)
- Leviathan (Leviafan), regia di Andrej Zvjagincev (2014)
- Papers, Please - Il cortometraggio (Papers Please: The Short Film), regia di Lilija Tkač and Nikita Ordynskij - cortometraggio (2018)
- Čelovek, kotoryj udivil vsech, regia di Natal'ja Merkulova e Aleksej Čupov (2018)
- Byk, regia di Boris Akopov (2019)
- Anna, regia di Luc Besson (2019)
- La lista di Stalin (Kapitan Volkonogov bežal), regia di Natal'ja Merkulova e Aleksej Čupov (2021)

### Televisione
- To The Lake (Ėpidemija) – serie TV, 1x05 (2019)